# Limnothalassa Moustou
Limnothalassa Moustou este o arie protejată (arie specială de conservare — SAC, sit de importanță comunitară — SCI) din Grecia întinsă pe o suprafață de 339,15 ha, integral pe uscat.

## Localizare
Centrul sitului Limnothalassa Moustou este situat la coordonatele 37°23′02″N 22°45′08″E / 37.383884°N 22.752137°E.

## Înființare
Situl Limnothalassa Moustou a fost declarat sit de importanță comunitară în aprilie 1997 pentru a proteja 6 specii de animale. Situl a fost protejat și ca arie specială de conservare în martie 2011.

## Biodiversitate
Situată în ecoregiunea mediteraneană, aria protejată conține 8 habitate naturale: Lagune de coastă, Pășuni mediteraneene udate de apa mării (Juncetalia maritimi), Tufărișuri halofile mediteraneene și termo-atlantice (Sarcocornetea fruticosi), Dune mobile cu vegetație embrionară, Râuri mediteraneene cu debit intermitent, cu specii de Paspalo-Agrostidion, Matorral arborescenți cu Juniperus spp., Sarcopoterium spinosum phryganas, Galerii și tufărișuri riverane sudice (Nerio-Tamaricetea și Securinegion tinctoriae).
La baza desemnării sitului se află mai multe specii protejate:
- mamifere (1): vidră de râu (Lutra lutra)
- pești (1): Aphanius almiriensis
- reptile (4): țestoasa de baltă (Emys orbicularis), Mauremys rivulata, Testudo marginata, elaphe situla (Zamenis situla)

Pe lângă speciile protejate, pe teritoriul sitului au mai fost identificate 3 specii de amfibieni, 9 specii de mamifere, 16 specii de nevertebrate, 1 specie de pești, 11 specii de reptile.